# Rc.local
rc.local – jeden ze skryptów startowych w systemach uniksopodobnych, takich jak Linux, FreeBSD, OpenBSD itp. Najczęściej występuje on w katalogu /etc/, bądź /etc/rc.d/. Podczas uruchamiania systemu operacyjnego skrypt rc.local jest wywoływany jako ostatni.
Podejście do skryptów uruchomieniowych różni się między poszczególnymi odmianami systemów, dlatego rc.local ze względu na swoją prostotę zyskał uniwersalny wymiar. Administratorzy często używają tego skryptu do wykonania drobnych poleceń organizacyjnych już po uruchomieniu kluczowych programów usługowych serwera. 
W nowszych systemach (m.in. takich które używają systemu Systemd) widoczne jest odchodzenie od użycia skryptu rc.local. Dla wstecznej kompatybilności, istnieje możliwość przywrócenia uwzględniania skrypt podczas bootowania systemu.

## Przykłady

### Komunikat wywołania rc.local w Ubuntu Linux
```
* Running local boot scripts (/etc/rc.local)                            [ OK ]
```

Zwyczajowo podczas instalacji systemu tworzony rc.local jest pusty, bądź zawiera komentarze:

### Fragment rc.local w Ubuntu
```
#!/bin/sh -e

#

# rc.local

#

# This script is executed at the end of each multiuser runlevel.

# Make sure that the script will "exit 0" on success or any other

# value on error.

#

# In order to enable or disable this script just change the execution

# bits.

#

# By default this script does nothing.

```

### Fragment rc.local w OpenBSD
```
#       $OpenBSD: rc.local,v 1.39 2006/07/28 20:19:46 sturm Exp $

# Site-specific startup actions, daemons, and other things which

# can be done AFTER your system goes into securemode.  For actions

# which should be done BEFORE your system has gone into securemode

# please see /etc/rc.securelevel.

```